# Paradoxus
Paradoxus is een geslacht van vlinders van de familie stippelmotten (Yponomeutidae).

## Soorten
- P. caucasica G. Friese, 1960
- P. osyridellus Millière, 1869